# Балашов Володимир Павлович
Володимир Павлович Балашов (1920—1996) — радянський актор театру і кіно. Заслужений артист РРФСР (1955). Лауреат Сталінської премії I ступеня (1951). Член КПРС з 1954 року.

## Біографія
Володимир Павлович Балашов народився 10 липня 1920 в селі Іжевське, Рязанської губернії. Навчався в школі кіноакторів при кіностудії «Мосфільм» (1937—1941). Будучи студентом, був запрошений Григорієм Рошалем на головну роль в картину «Родина Оппенгейм» (1938).
C 1945 по 1959 роки був актором Театру-студії кіноактора.З 1959 по 1992 роки — актор ЦКДЮФ імені М. Горького.
У 1939 році одружився з акторкою Наталією Гіцерот, у шлюбі з якою прожив більше десяти років. Другою дружиною Балашова стала акторка Одеського театру імені Іванова Роза Матюшкіна, з якою він познайомився на зйомках фільму «Тінь біля пірсу». У 1956 році у них народилася дочка Олена.
В. П. Балашов помер 23 грудня 1996 року. Похований на Введенському кладовищі (ділянка № 2).

## Визнання і нагороди
- Сталінська премія першого ступеня (1951) — за виконання ролі Мілія Олексійовича Балакірєва у фільмі «Мусоргський» (1950)
- заслужений артист РРФСР (1955)

## Фільмографія

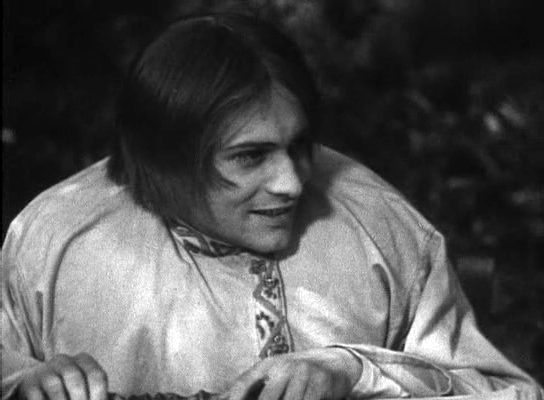
Володимир Балашов в ролі Микити Артамонова, фільм «Справа Артамонових» (1941)

- 1938 — Сім'я Оппенгейм — Бертольд Оппенгейм
- 1940 — Сімнадцятирічні — Костя
- 1941 — Діло Артамонових — Микита Артамонов
- 1942 — Як гартувалася сталь — Віктор Лещинський
- 1942 — Клятва Тимура — хлопець
- 1943 — Партизани в степах України — Аркаша
- 1944 — Навала — Паша, підпільник
- 1944 —1945 — Іван Грозний — Петро Волинець / отрок у пічному дійстві
- 1945 — Людина № 217 — Макс, німецький офіцер
- 1945 — Це було в Донбасі — Павлик
- 1946 — Неспокійне господарство — Дюрен, французький льотчик
- 1946 — Клятва — Анатолій Липський
- 1947 — Рядовий Олександр Матросов — Костя Ільїн
- 1947 — Маріте — Юстас, литовський юнак
- 1948 — Третій удар — юний солдат-доброволець
- 1949 — Академік Іван Павлов — Семенов
- 1949 — Костянтин Заслонов — Тимко Докутович
- 1950 — Мусоргський — Милій Балакірєв
- 1952 — Максимко — старший лейтенант Чебикін
- 1952 — Римський-Корсаков — СергійДягілєв
- 1953 — Адмірал Ушаков — Григорій Беллі
- 1953 — Кораблі штурмують бастіони — Григорій Беллі
- 1954 — Командир корабля — капітан-лейтенант Микола Миколайович Парамонов
- 1955 — Вольниця — студент
- 1955 — Крах емірату — Осипов
- 1955 — Тінь біля пірсу — Кобчиков, агент ворожої розвідки
- 1956 — Головний проспект — Гриценко
- 1956 — Іван Франко — Генрік
- 1956 — Капітан «Старої черепахи» — секретар губкому
- 1956 — Багаття безсмертя — епізод
- 1957 — Круті сходи — Симон Матвійович Галаган, зрадник
- 1957 — Новий атракціон — Василь Гуляєв
- 1958 — Людина з планети Земля — Дорофєєв
- 1959 — Мрії здійснюються — Лощинський
- 1959 — Токтогул — Семенов
- 1960 — Північна веселка — Іван Паскевич
- 1960—1961 — Перші випробування — Кривицький
- 1961 — Музика Верді — Семенов
- 1961 — Суд божевільних — Сенатор
- 1962 — Кам'яні кілометри (короткометражний) — Геолог
- 1963 — Сувора гра
- 1964 — Вони йшли на Схід — сенатор
- 1965 — Гіперболоїд інженера Гаріна — епізод
- 1965 — Самотність — Токмаков
- 1965 — Рік як життя — Йосип Молль
- 1966 — Чуже ім'я — Тюрін
- 1967 — Морські розповіді
- 1968 — Снігуронька
- 1968 — Щит і меч — Вальтер Зонненберг
- 1969 — Угрюм-ріка (3 серія) — слідчий
- 1970 — Крах імперії — Гучков
- 1970 — Срібні труби
- 1973 — Відкриття
- 1975 — Без права на помилку — Єгор Савелійович Тарута
- 1975 — Шторм на суші — письменник-адресат
- 1977 — Убитий при виконанні
- 1979 — Хода золотих звірів — Олександр Іванович Буддо, агроном і колекціонер
- 1981 — Карнавал — Член приймальної комісії
- 1983 — Демідови — Де Геннин
- 1985 — Картина — Фомін
- 1987 — Срібні струни — Шурин
- 1990 — Комітет Аркадія Фоміча

### Озвучення
- 1946 — Пригоди Насреддіна — Саїд
- 1959 — Командир загону — помічник начальника
- 1961 — Місто великої долі — читає текст
- 1965 — Ескадра йде на захід — читає текст
- 1966 — Як вурасти мільйон — Бернар де Солней
- 1967 — Оскар — Філіп Дюбуа
- 1968 — Маленький плавальник — Анрі Кастаньє
- 1981 — Невдахи — Олександр Бенц
- 1981 — Знахар — Чиньский
- 1984 — Викрадач мимоволі — Гаджі Камяб — роль С. Аслана
- 1987 — Кінець Вічності — Обчислювач Сеннор (у деяких епізодах) — роль Бориса Іванова

### Озвучування мультфільмів
- 1950 — Чарівний скарб — Пастух Баїр
- 1966 — Самий, самий, самий, самий — Орел
- 1967 — Пісенька в лісі

## Факти
У багатьох біографічних довідниках Володимира Павловича Балашова помилково називають актором Єкатеринбурзького Тюгу і автором низки п'єс та поетичних драм. Дійсним автором цих творів був єкатеринбурзький актор Володимир Пилипович Балашов (20 липня 1927 — 21 лютого 2002).